# NGC 933
NGC 933 је спирална галаксија у сазвежђу Андромеда која се налази на NGC листи објеката дубоког неба.
Деклинација објекта је + 45° 54' 43" а ректасцензија 2h 29m 17,4s. Привидна величина (магнитуда) објекта NGC 933 износи 14,3 а фотографска магнитуда 15,1. NGC 933 је још познат и под ознакама UGC 1956, MCG 8-5-13, CGCG 553-16, NPM1G +45.0062, PGC 9465.